# Borgstedt
Borgstedt (dänisch Borgsted) ist eine Gemeinde im Kreis Rendsburg-Eckernförde in Schleswig-Holstein.

## Geografie

### Geografische Lage
Das Gemeindegebiet von Borgstedt erstreckt sich im Westen der naturräumlichen Haupteinheit Schwansen, Dänischer Wohld (Nr. 701) entlang des nördlichen Ufers des in historischer Zeit zunächst zum vormaligen Eider-Kanal ausgebauten Flussbetts der Obereider. Der westliche Teil der Gemeinde erstreckt sich bereits im Bereich des benachbarten Naturraums der Schleswiger Vorgeest.
In den das Gemeindegebiet im Süden und Südwesten fast vollumfänglich abschließende ehemalige Fluss- und späteren Kanalabschnitt münden, aus dem Gemeindegebiet kommend, die Bäche Exbek und Lehmbek. Das heute als Seitenarm des Nord-Ostsee-Kanals identifizierbare Gewässer wird auch als Borgstedter Enge oder auch als Borgstedter See bezeichnet.

### Gemeindegliederung
Die Gemeinde gliedert sich siedlungsgeografisch in mehrere Wohnplätze verschiedener Größe. Sie wurden im Rahmen der Volkszählung in der Bundesrepublik Deutschland 1987 amtlich registriert. Auf dieser Grundlage befinden sich im Gemeindegebiet die Dörfer Borgstedt und Lehmbek, die Häusergruppe Wasserwerk, das (Einzel-)Haus Buschkate, sowie die Hof/Höfesiedlungen Borgstedtfelde und Diekshof.

### Nachbargemeinden
Unmittelbar angrenzende Gemeindegebiete von Borgstedt sind:
|            | Alt Duvenstedt, Neu Duvenstedt              |          |
| Fockbek    | Kompassrose, die auf Nachbargemeinden zeigt | Bünsdorf |
| Büdelsdorf | Schacht-Audorf, Rade                        |          |

## Geschichte
Die erste planmäßige Besiedelung des heutigen Gemeindegebietes erfolgte um 1250. Erstmals urkundlich erwähnt wurde die Gemeinde 1375.
2015 wurden 618 Urnen aus der Bronzezeit entdeckt.
Kriegerische Handlungen rund um die Rendsburger Festung im 16. und 17. Jahrhundert verhinderten einen weiteren Anstieg der Einwohnerzahl.
Erst mit dem Bau des Eider-Kanals zwischen 1777 und 1784 wuchs die Bevölkerung. 1880 wohnten 283 Menschen in Borgstedt. 1912 wurde der Kanal begradigt und es entstand die Borgstedter Enge.

## Eingemeindungen
Am 1. Oktober 1975 wurde die Gemeinde Lehmbek eingegliedert.

## Politik

### Gemeindevertretung
Bei der Kommunalwahl am 14. Mai 2023 wurden insgesamt 13 Sitze vergeben. Die CDU erhielt sieben Sitze und die Unabhängige Wählergemeinschaft Borgstedt erhielt sechs Sitze.

### Wappen
Blasonierung: „In Grün ein schräglinker silberner Wellenbalken, begleitet oben von einem goldenen Dingstock, unten von einem goldenen Rad mit acht Speichen. Der Dingstock besteht aus einem kurzen Schaft, der oben in drei Ösen endet, durch die jeweils ein Ring gezogen ist.“

## Wirtschaft und Infrastruktur

### Unternehmen
Mit Eröffnung eines Verteilzentrums im Gewerbegebiet Borgstedtfelde ist der Logistikdienstleister Amazon über die Tochtergesellschaft „Amazon Borgstedt GmbH“ der (vermutlich) größte Arbeitgeber in der Gemeinde Borgstedt. Die Betriebsstätte wurde im Mai 2020 offiziell eingeweiht und sollte gemäß Prognose bei der Ansiedlung ein Beschäftigungspotenzial von insgesamt 250 Personen, davon 20 in der Verwaltung, ermöglichen.

### Bildung
- Kindergarten
- Grundschule Borgstedt (124 Schüler)[12]

### Soziale Einrichtungen
- Alten- und Pflegeheim
- Rentnerwohnheim

### Sport und Freizeit
- Sportplatz
- zwei Fußballfelder
- zwei Tennisplätze
- Öffentlicher Fußballplatz im Mehrgenerationsgarten
- Turnhalle an der Grundschule
- Badestelle an der Eider
- Reit- und Laufwege an der Eider
- Jugendtreff
- Yachthafen

### Verkehr
Wichtige Verkehrsanbindungen sind die A 7 und die B 203 sowie die Rendsburger Infrastruktur mit Bahnhof und Hafen. Der Ort ist mit einer täglichen Verbindung durch den Nahverkehrsverbund Schleswig-Holstein mit Bussen der Autokraft zwischen Rendsburg und Gettorf angebunden.

## Bildergalerie

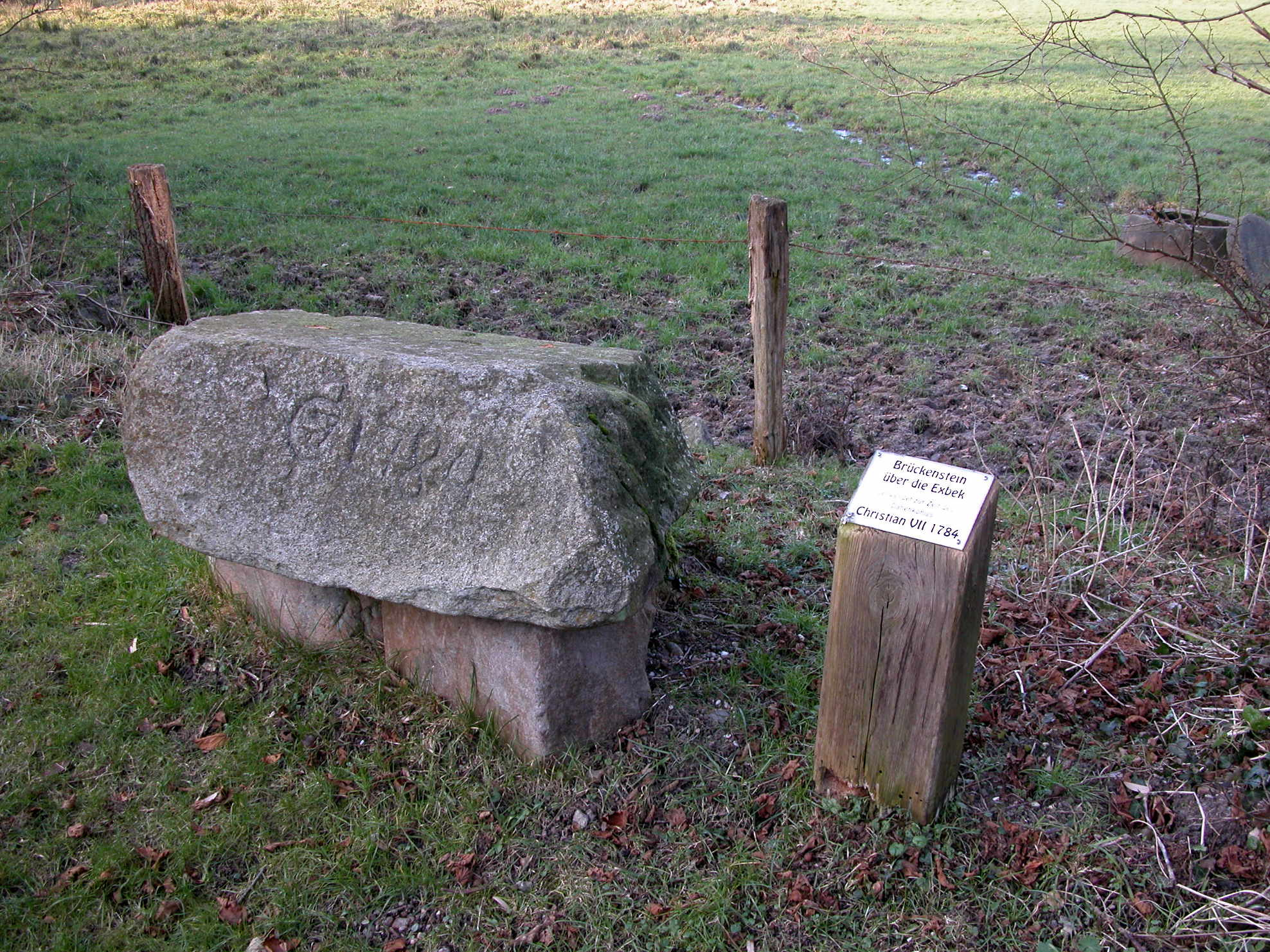
Ein Gedenkstein aus dem Jahr 1784 markiert die Mündung der Exbek
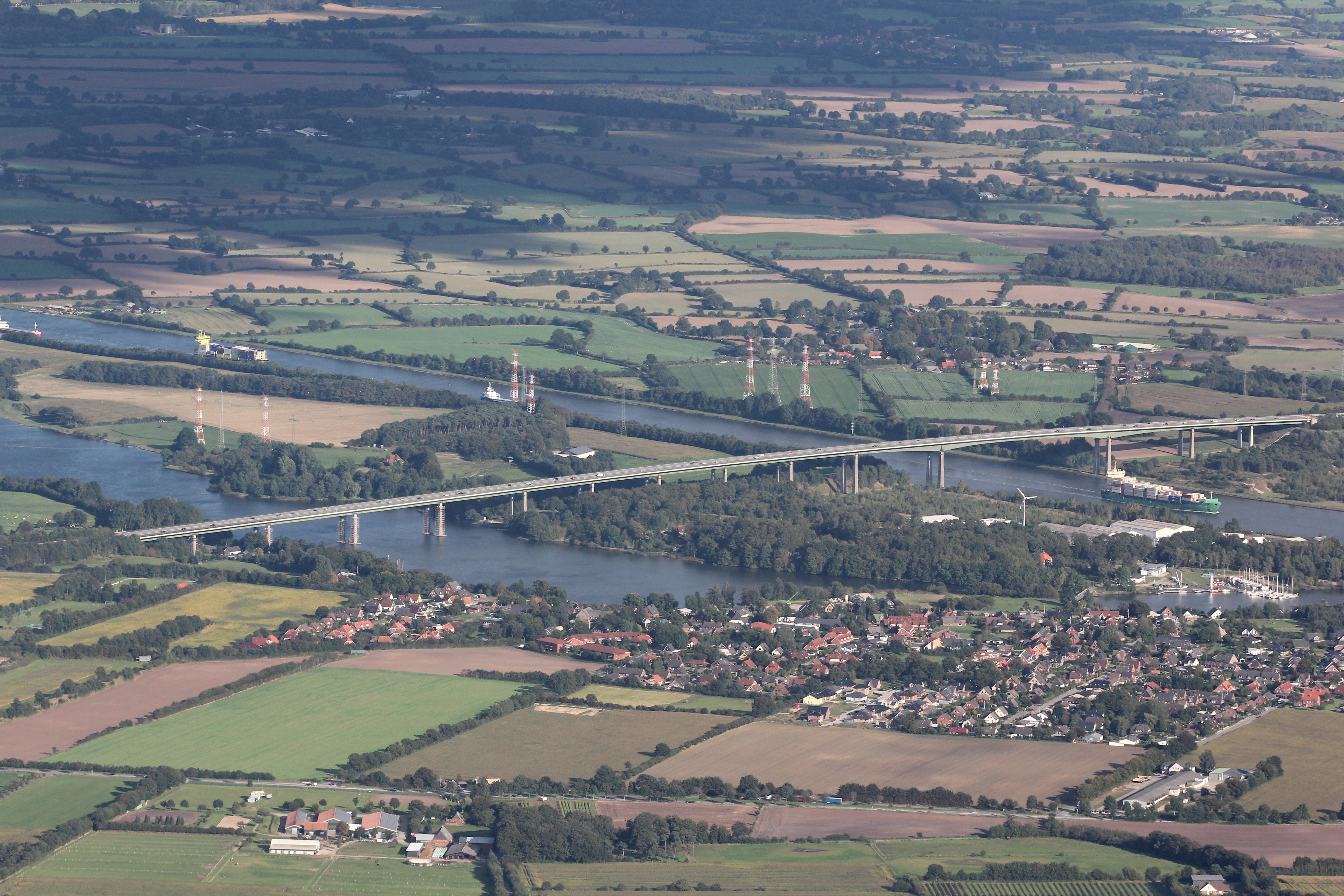
Borgstedt mit See und Rader Hochbrücke
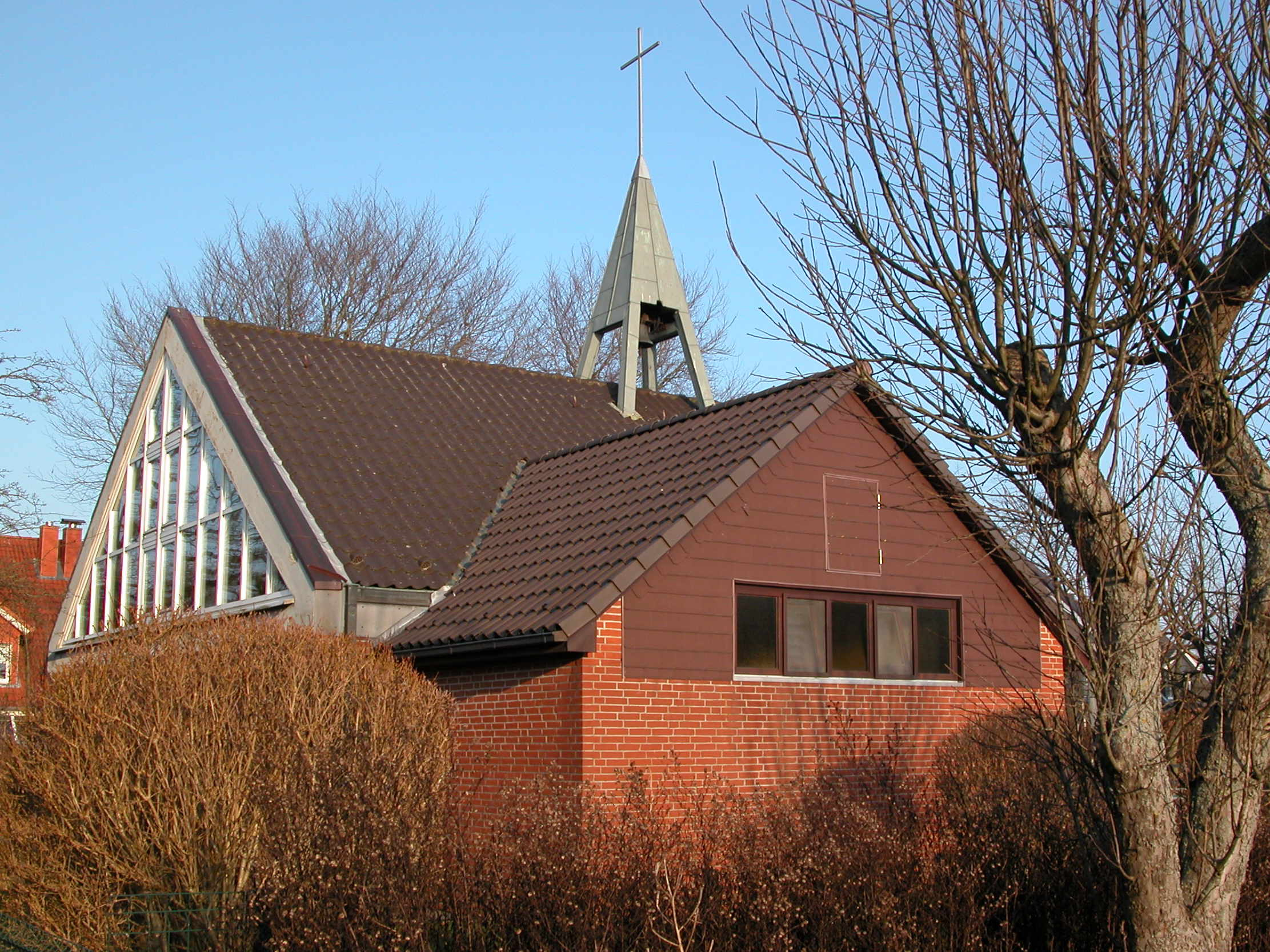
Kapelle in Borgstedt
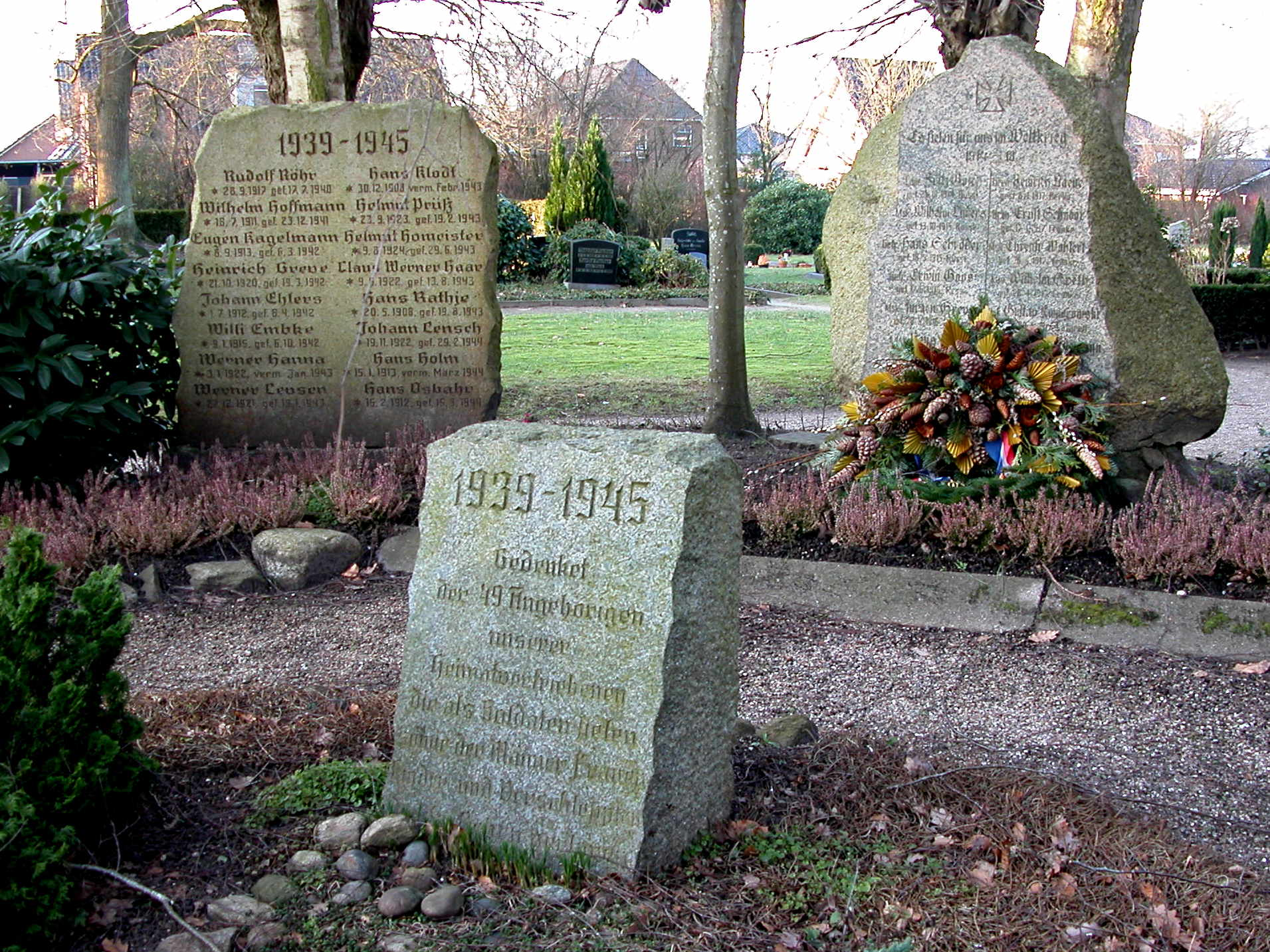
Kriegerdenkmal in Borgstedt
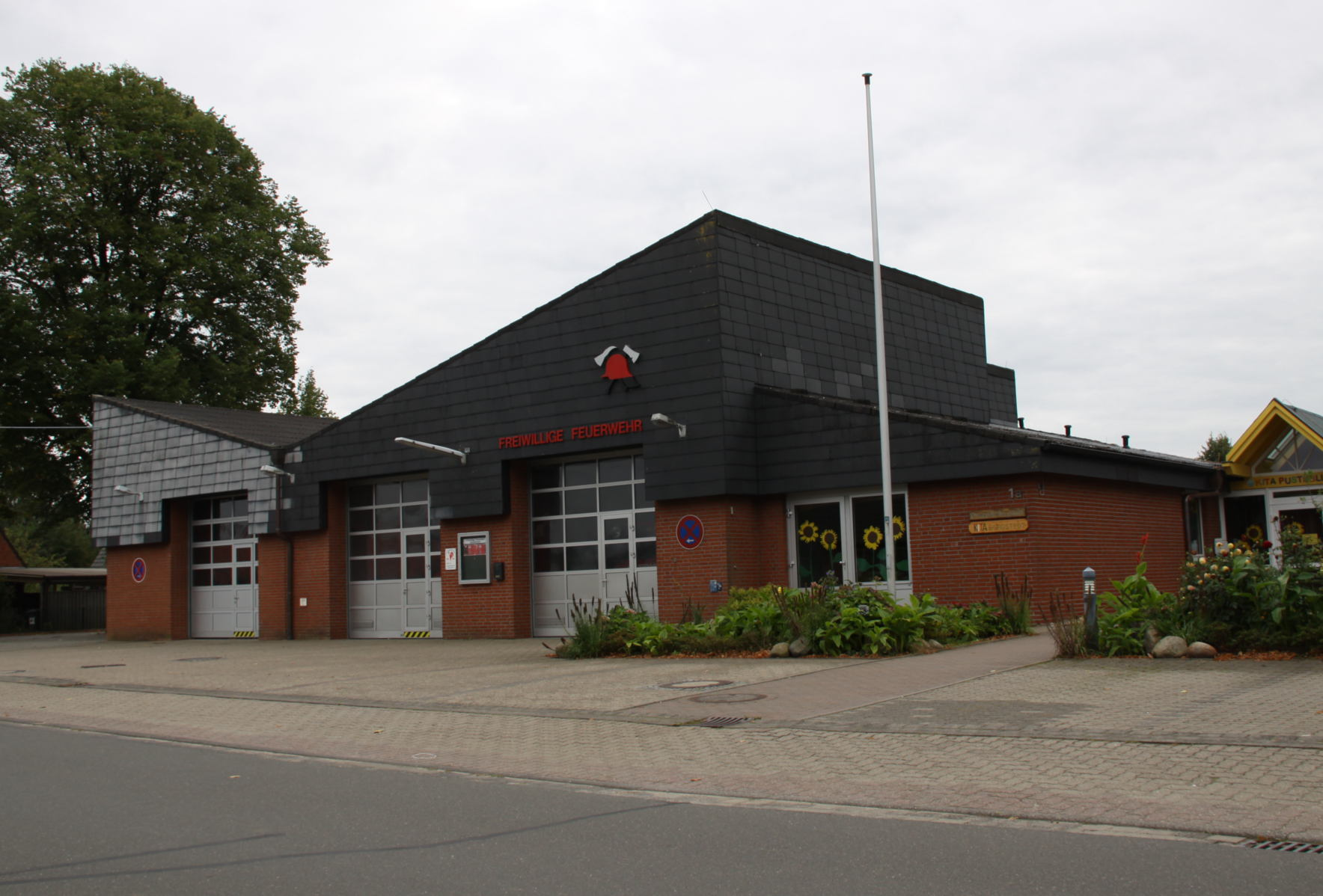
Feuerwehrhaus Borgstedt